# Kai Michalke
Kai Michalke (Bochum, 5 april 1976) is een Duits voormalig profvoetballer.

## Carrière
De middenvelder begon zijn profcarrière in de jeugdopleiding van Vfl Bochum, uit zijn geboorteplaats. Hij haalde het tot het eerste elftal, en speelde zes seizoenen voor de West-Duitse club. In 1999 stapte hij over naar het grotere Hertha BSC, waar hij twee seizoenen zou blijven. Na nog eens twee seizoenen bij 1. FC Nürnberg en twee bij Alemannia Aachen verhuisde de middenvelder naar promovendus MSV Duisburg. Dit liep uit op een teleurstelling, naar eigen zeggen omdat hij niet kon wennen aan het werkvoetbal van de club. Het daaropvolgende seizoen zou hij voor het eerst in zijn dertienjarige profcarrière in het buitenland spelen; hij tekende een contract bij Heracles Almelo. In zijn eerste wedstrijd voor Heracles viel hij geblesseerd uit. Hij moest de rest van het seizoen missen. Ook in zijn tweede seizoen kon Michalke geen indruk maken en kwam hij niet verder dan 21 wedstrijden. In 2009 was hij clubloos om in 2010 bij SG Wattenscheid 09 zijn carrière af te sluiten en zich te richten op het trainerschap bij SV 1910 Breinig.

## Statistieken
| Seizoen | Club               | Wedstrijden | Goals  | Competitie        |
| ------- | ------------------ | ----------- | ------ | ----------------- |
| 1993/94 | Vfl Bochum         | 12          | 2      | Zweite Bundesliga |
| 1994/95 | Vfl Bochum         | 24          | 2      | Bundesliga        |
| 1995/96 | Vfl Bochum         | 32          | 8      | Zweite Bundesliga |
| 1996/97 | Vfl Bochum         | 25          | 4      | Bundesliga        |
| 1997/98 | Vfl Bochum         | 26          | 4      | Bundesliga        |
| 1998/99 | Vfl Bochum         | 12          | 1      | Bundesliga        |
| 1999/00 | Hertha BSC         | 18          | 1      | Bundesliga        |
| 2000/01 | Hertha BSC         | 4           | 2      | Bundesliga        |
| 2001/02 | 1. FC Nürnberg     | 28          | 4      | Bundesliga        |
| 2002/03 | 1. FC Nürnberg     | 15          | 0      | Bundesliga        |
| 2003/04 | Alemannia Aachen   | 27          | 3      | Zweite Bundesliga |
| 2004/05 | Alemannia Aachen   | 28          | 11     | Zweite Bundesliga |
| 2005/06 | MSV Duisburg       | 6           | 0      | Bundesliga        |
| 2006/07 | Heracles Almelo    | 1           | 0      | Eredivisie        |
| 2007/08 | Heracles Almelo    | 21          | 0      | Eredivisie        |
| 2008/09 | Clubloos           | n.v.t.      | n.v.t. | n.v.t.            |
| 2009/10 | SG Wattenscheid 09 | 0           | 0      | Oberliga          |

Bijgewerkt tot 3 mei 2012

## Erelijst
VfL Bochum
- 2. Bundesliga

1994, 1996